# Jan Dragon
Jan Dragon (* 9. Juni 1956 in Istebna) ist ein ehemaliger polnischer Skilangläufer.
Dragon, der für den LKS Wisła Istebna startete, wurde bei polnischen Meisterschaften zweimal Dritter und im Jahr 1977 Zweiter im 15-km-Lauf. Bei seiner einzigen Teilnahme an Olympischen Winterspielen im Februar 1976 in Innsbruck belegte er zusammen mit Wiesław Gębala, Jan Staszel und Władysław Podgórski den 13. Platz in der Staffel.